# Michael Apple
Michael W. Apple (Paterson, 20 d'agost de 1942) és un pedagog i sociòleg, a més d'una gran influència en l'àmbit educacional del segle xx. Treballa especialment en la comprensió i l'anàlisi de les relacions entre educació i poder.

## Biografia
Va néixer el 20 d'agost del 1942 a Paterson (Nova Jersey) a una família Comunista humil i pobre.
El seu avi matern d'origen rus, al segle xix va emigrar a Anglaterra, per treballar en fàbriques de Manchester, i després als EUA. Va marxar de Rússia per raons polítiques, econòmiques i judicials, ja que en ser comunista sempre va estar en perill.
El seu avi assistia a cercles de treballadors on es parlava de política, Michael Apple l'acompanyava i d'aquesta manera es va introduir en aquest món. Però la política no era política a menys que estigués guiat per lectures com ara: llibres sobre política, d'història del món, obres de Marx… A més l'avi estava en contra de la religió, ja que creia que els oprimia. Per aquest motiu M.W. Apple en els seus escrits desconfia de la recerca de la "puresa" per a les explicacions de la política educativa.
La seva mare, Mimi Apple era una dona activista comunista i antiracista. Mai va finalitzar l'escola secundària però li encantava la poesia i els contes curts. Mimi li va posar de segon nom Whitman, per un escriptor de Poesia anomenat Walt Whitman, així que el seu nom complet és Michael Whitman Apple. La mare va ser dels membres fundadors del Congrés d'Igualtat Racial (CORE) i una activista en les comunitats pobres i negres de Paterson. Per aquest motiu Michael també va ser actiu en la CORE, a més de ser el director de publicitat amb només 15 anys. Ella també estava molt involucrada en la lluita per l'educació i l'ocupació, contra formes polítiques que negaven el poder a la gent pobre, i lluitava contra l'estructuració racial.
El pare, Harry, era un impressor socialista el qual treballava moltíssimes hores per poder treure a la seva família de la pobresa. Michael Apple i el seu germà petit passaven moltes hores cada setmana a la impremta. Per aquest motiu M.W. Apple de dia treballava a una impremta, d'una petita Universitat de mestres, en la qual a la nit també estudiava.
Harry i Mimi van treballar en política a la CORE en campanyes per triar al personal treballador i/o als candidats negres o llatins. Respectaven molt els sindicats i les possibilitats de les organitzacions col·lectives de persones. Ells creien que les característiques que havia d'adoptar un professor eren: honrar a la família tant en termes de classe (ell estava “davant”), en termes polítics (dir la veritat sobre la societat) i en termes intel·lectuals (sobre l'alfabetització crítica, donar-li a la gent el poder per comprendre el món i a la vegada, per canviar-ho).
A Michael W. Apple el govern li va finançar els estudis fins a graduar-se a la Universitat de Colúmbia, pel fet que tenien la necessitat d'un professorat per a formar nous docents.
És ex professor de primària i secundària a Nova Jersey, i va ser president del sindicat docent de l'escola "Teachers Union" del 1962 al 1966. A partir d'aquesta experiència li va sorgir una inquietud per la pedagogia i del canvi social dins l'àmbit educatiu.
Es va llicenciar en lletres a Glassboro State Collage l'any 1967. Tot seguit, l'any 1968 es va treure un màster d'arts a la Universitat de Colúmbia.
Va ser preceptor del Departament de Filosofia i ciències socials, a més d'instructor i investigador del Departament de currículum i docència durant l'any 1969 fins al 1970, a la Universitat de Colúmbia.
El 1970 es va doctorar en educació a la Universitat de Colúmbia. En aquest mateix any, a l'escola d'educació de la Universitat de Wisconsin-Madison, va exercir de professor adjunt del Departament de currículum i instrucció, fins a l'any 1973 on va adquirir un rang més, i va exercir de professor associat al Departament de currículum i instrucció fins al 1976, on seguidament va passar a ser professor fins al 1991, a continuació va ser professor de John Bascom, del 1991 fins a l'actualitat, al Departament de currículum i instrucció i estudis de política educativa.
A partir del seu recorregut en l'educació decideix centrar la seva teoria en l'especialització de l'educació i del poder, en la política cultural, en la teoria del currículum i de la investigació, en l'ensenyança crítica i sobretot en el desenvolupament democràtic.

## Contextos socials i polítics

### Pedagogia crítica
La pedagogia crítica es pot emmarcar dins de la perspectiva dual on trobem un conjunt de teories que consideren l'anàlisi tant de la importància dels sistemes i estructures del comportament de les persones i grups, com la capacitat d'aquests en incidir en els sistemes. Aquestes aportacions teòriques de la perspectiva dual, han generat pràctiques educatives d'èxit estudiantil.
«La pedagogia crítica es defineix com una instància de formació i aprenentatge ètic i polític que incideix a la forma de producció de subjectivitat, al procés de construcció i circulació de valors i en la generació de pràctiques socials.» (Piedad, 2011, p. 3).
Per als autors i autores que parteixen d'aquesta perspectiva, l'educació pot exercir una doble funció: preparar a les persones per a integrar-se en la societat i facilitar el coneixement crític necessari per a una major democratització en les societats. La pedagogia crítica per tant estudia i analitza com es pot contribuir a la superació de la desigualtat tenint en compte l'estructura i el sistema, i a la vegada tenint en compte als subjectes d'aquesta societat perquè puguin generar aquests processos de transformació.
Veiem que en la pedagogia crítica trobem autors com Paulo Freire, Michael Apple, Basil Bernstein, Henry Giroux, Donaldo Macedo, Joe L. Kincheloe i Shirley R. Steinberg, Ramón Flecha… entre d'altres, que treballen aquesta perspectiva dual per a poder construir una societat més justa i igualitària per a tothom, on aquelles persones i col·lectius que són més vulnerables per patir exclusió social puguin transformar la seva situació mitjançant l'educació.
Uns dels primers autors de la pedagogia crítica va ser Michael Apple, el qual analitza sociològicament l'educació donant lloc al qual s'ha anomenat model de la resistència, on les lluites dels treballadors, dones, pobres, negres, entre d'altres, demostren contínuament la possibilitat d'una acció concreta en el poder. Apple va proposar que era necessari una sociologia de l'educació centrada en els processos de resistència de l'escola, i que contribueixen a l'alumnat per a superar situacions de desigualtats socials i on puguin aconseguir l'èxit escolar.
Una altra aportació de Michael Apple és l'anàlisi del currículum educatiu i la proposta d'un currículum democràtic amb accés de tota la comunitat educativa i poder fer desaparèixer el currículum ocult.

### Currículum ocult
El currículum ocult és aquell que reforça desigualtats socials en diferents aspectes, als estudiants durant la seva educació, i que no apareixen al currículum educatiu normatiu. A més el currículum ocult canvia constantment, segons evolucionen els coneixements i les creences de la societat.
Aquest tipus d'aprenentatge no només existeix dins de l'aula escolar, sinó que pot estar en tots els contextos socials, pel fet que està vinculat a experiències del propi o d'altres individus.
Michael Apple en la seva obra més destacada "Ideology and currículum" parla sobre aquest currículum ocult amagat dins del sistema educatiu i analitza el currículum escolar des de les arrels ideològiques i polítiques de la forma i el contingut del currículum educatiu, així com les relacions dels valors dominants de la societat.

### Neoliberalisme i educació democràtica
Segons Apple existeixen dos problemes principals en l'educació institucional, primer són les reformes educatives neoliberals, i el segon les polítiques neoconservadores existents, les quals impliquen unes normes nacionals on se centra l'estudi. Per tant, fa una crítica a un estat, a un govern i a les seves principals institucions que no compleixen les seves promeses ni els seus valors fent així un acte de patriotisme i no democràtic. Per aquest motiu, Apple identifica als neoliberals com a element poderós dins d'una aliança de dretes.
A més, podem observar una forta influència de Marx i de les teories marxistes i neomarxistes, especialment teories de l'economia política de l'estat. Per aquest motiu, Apple diu que l'educació ha de ser vista des d'un punt polític, ja que en l'educació també es troben desigualtats en relacions del poder en la societat i en les relacions de domini i subordinació, per tant trobem diversos conflictes generats per aquestes relacions.
Les reformes dels neoliberals i neoconservadors (plans, programes d'estudi...) normalment disminueixen o empitjoren les desigualtats dels estudiants, ja que s'ha de ser molt cautelós a l'hora d'aplicar algunes reformes perquè aquestes qui realment les haurien de fer són aquelles persones que menys coses tenen, és a dir, a qui els afectaran aquestes reformes. Després de tot, no estem en igualtat de condicions i molts cops els beneficis no són per a tots. A més també hi ha una gran quantitat d'evidències internacionals on aquestes polítiques poden reproduir i empitjorar aquestes desigualtats de raça, classe i gènere, així com les estructures ja existents del poder econòmic i cultural. Per tant, en el llenguatge de reforma educativa sempre s'intenta fer allò que és millor, per a poder constituir les escoles democràtiques.
Michael W. Apple, parla sobre tot aquest tema en la seva obra "Les escoles democràtiques" on connecta teories educatives i enfocaments de les formes reals d'educació a les aules i com aquestes formes es transformen en fets molt importants. Aquest llibre és un bon mètode per mostrar el que vol dir a l'hora de parlar de la pràctica, és a dir, s'han de trobar maneres de parlar amb la gent i el que és més essencial, que els educadors crítics no ignorin la qüestió de la pràctica.
Pel que fa al neoliberalisme, Michael Apple també va estar fortament influenciat per Marx, i aquest concepte ho redueix tot a necessitats econòmiques i polítiques. Aquest concepte considera que tot el que és públic és dolent, i bo tot allò que és privat. Tals polítiques poden crear encara més desigualtats en l'educació. De fet, Apple creia que no es pot entendre què hi ha darrere del fet neoliberal tret que posem la raça i el gènere un al costat de l'altre com a forces superiors darrere d'això.
Una altra de les raons que té per defensar l'escola pública és que a diferència d'alguns marxistes que creuen que les escoles són fàbriques que produeixen treballadors dòcils pel capitalisme. Ell va demostrar que les escoles van ser i són escenaris de lluites antiracistes on les identitats activistes van ser i es formen i on van servir com a llocs crucials per a la formació de moviments contrahegemònics.

## Obra més destacada «Ideology and curriculum»
Un dels seus llibres més rellevants va ser publicat el 1979, sota el nom de "ideology and curriculum", editada per John Eggleston, a l'editorial britànica Routledge i Kegan Paul en un format de vuit capítols, els quals parla d'una ideologia i un pla d'estudis que critiquen l'educació als Estats Units.
En aquest llibre Apple fa una anàlisi de com es reprodueix l'estructura ideològica de l'escola i la forma del control social, és a dir analitza la relació escola-societat per mitjà del pensament marxista. Un dels temes que també tracta és el desenvolupament històric dels estudis sobre el currículum educatiu i de com hi ha un currículum ocult amagat en el mateix sistema educatiu.
En aquesta anàlisi, Michael Apple se centra en el pla d'estudis de Gramsci, Bourdieu i altres sociòlegs britànics, sobre les organitzacions educatives, per així enfocar l'abstracte paper d'aquestes de crear condicions que recolzen l'hegemonia ideològica.
Aquesta ideologia va ser una resposta al llibre de 1076 de Bowles i Gintis Schooling in Capitallist America, que va iniciar una conversa de la teoria de la reproducció social entre acadèmics radicals en l'educació a EEUU i a Gran Bretanya. Apple va descriure la ideologia com una investigació sobre "conjunt organitzat de significats i pràctiques, el sistema central, eficaç i dominant de significats, valors i accions que es viuen" en les escoles i l'ordre social.

## Altres obres
- Ideology and Curriculum (1979).[2]
- Cultural and Economic Reproduction in Education: Essays (1982).[2]
- Education and power (1982).
- Teachers and texts: A political economy of class and gender relations in education (1986).[2]
- The Curriculum: Problems, Politics, and Possibilities (1988).[2]
- The politics of the textbook (1991).[2]
- Official Knowledge: Democratic Education in a Conservative Age (1993).[2]
- Democratic Schools (1995).[2]
- Cultural politics and education (1996).
- Education/technology/power: Educational Computing As a Social practice (1998).[2]
- Power/Knowledge/pedagogy: The Meaning Of Democratic Education In unsettling Times (1998).[2]
- Power, Meaning, and Identity (1999).[2]
- Educating the “right” way: markets, standards, god, and inequality (2001).[2]
- The State and the Politics of Knowledge (2003).[2]
- Critical Literacy: What Every American Needs to Know (2005).[2]
- Global Crises, Social Justice, and Education (2009).[2]
- The Routledge International Handbook of the Sociology of Education (2010).[2]
- The Routledge International Handbook of Critical Education (2010).[2]
- Can Education Change Society? (2012).[2]
- The Struggle for Democracy in Education (2018).[2]

### Edicions en castellà
- Ideología y currículo. Madrid:  Akal, 1986.
- Educación y poder. Barcelona: Paidós, 1987.
- Maestros y textos una economía política de las relaciones de clase y de sexo en educación. Barcelona: Centro de Publicaciones del M.E.C. y Ediciones Paidós Ibérica, D.L. 1989
- El conocimiento oficial. La educación democrática en una era conservadora. Barcelona; Paidós 1996.
- Política cultura y educación. Madrid: Morata, 1996.
- Escuelas democráticas. Madrid: Morata 2005.
- Teoría crítica y educación. Buenos Aires: Miño y Dávila Editores, 2000.
- Educar <Como dios manda > Mercados, niveles, religión y desigualdad. Barcelona: Ediciones Paidós, 2002.
- Poder, conocimiento y reforma educacional. Argentina: Axolotl libros, 2012.

## Títols honorífics
- Doctorat Honorus Causa a la Universitat Nacional de Rosario (Rosario, Argentina).[2]
- Doctorat Honorus Causa a la  Universitat de la Pampa (La Pampa, Argentina).[2]
- Doctorat Honorus Causa, Acadèmic mundial i professor d'Estudis sobre Política Educativa a la Universitat de Londres, Institut d'Educació (Londres, Anglaterra).[2]
- Acadèmic mundial i professor distingit d'Estudis de Política Educativa a la Universitat Normal de la Xina Oriental (Xangai, Xina).[2]
- Doctor en lletres humanes a la Universitat McGill (Montreal Canadiens).[2]

## Premis
- Premi Distingit d'Assoliment Acadèmic, Escola d'Educació, Universitat de Wisconsin, Madison, 2006.[2]
- Guardonat amb el Premi Doctor of Humane Letters de la Universitat McGill, guardonat amb el premi Doctor of Humane Letters de la Universidad de Rowan.[2]
- Educar el camí "correcte" guardonat amb el Premi al llibre destacat per la Divisió B de l'Associació Nord-americana d'Investigació Educativa.[2]
- Educar el camí "correcte" atorgat Premi Critics Choice per l'Associació.[2]
- Nord-americana d'Estudis Educatius.[2]
- Premi Lifetime Achievement Award, Divisió d'Estudis Curriculars de l'Associació.[2]
- Nord-americana de Recerca Educativa, 1998.[2]
- Premi al millor article de l'any, Consell Nacional de Mestres de Matemàtiques, 1992.[2]